# Fußball-Weltmeisterschaft 2018/Gruppe F
| Pl. | Land        | Sp. | S | U | N | Tore    | Diff. | Punkte |
| --- | ----------- | --- | - | - | - | ------- | ----- | ------ |
| 1.  | Schweden    | 3   | 2 | 0 | 1 | 005:200 | +3    | 06     |
| 2.  | Mexiko      | 3   | 2 | 0 | 1 | 003:400 | −1    | 06     |
| 3.  | Südkorea    | 3   | 1 | 0 | 2 | 003:300 | ±0    | 03     |
| 4.  | Deutschland | 3   | 1 | 0 | 2 | 002:400 | −2    | 03     |
|     |             |     |   |   |   |         |       |        |

Gruppe F der Fußball-Weltmeisterschaft 2018:

## Deutschland – Mexiko 0:1 (0:1)
| Deutschland                                                                      | Deutschland | Mexiko | Mexiko | Aufstellung                          |
| -------------------------------------------------------------------------------- | --- | --- | ------ | ------------------------------------ |
| Deutschland                                                                      | \| 1. Spieltag \| \| 17. Juni 2018 um 18:00 Uhr (17:00 Uhr MESZ) in Moskau (Olympiastadion Luschniki) \| \| Zuschauer: 78.011 \| \| Schiedsrichter: Alireza Faghani ( Iran) 1 \| \| Spielbericht \|                                                   | \| 1. Spieltag \| \| 17. Juni 2018 um 18:00 Uhr (17:00 Uhr MESZ) in Moskau (Olympiastadion Luschniki) \| \| Zuschauer: 78.011 \| \| Schiedsrichter: Alireza Faghani ( Iran) 1 \| \| Spielbericht \|                                                                             | Mexiko | Aufstellung Deutschland gegen Mexiko |
| Deutschland                                                                      | Manuel Neuer – Joshua Kimmich, Jérôme Boateng, Mats Hummels, Marvin Plattenhardt (79. Mario Gómez) – Toni Kroos, Sami Khedira (60. Marco Reus) – Thomas Müller, Mesut Özil, Julian Draxler – Timo Werner (86. Julian Brandt) Cheftrainer: Joachim Löw | Guillermo Ochoa – Carlos Salcedo, Hugo Ayala, Héctor Moreno, Jesús Gallardo – Héctor Herrera, Andrés Guardado (74. Rafael Márquez) – Miguel Layún, Carlos Vela (58. Edson Álvarez), Hirving Lozano (66. Raúl Jiménez) – Chicharito Cheftrainer: Juan Carlos Osorio ( Kolumbien) | Mexiko | Aufstellung Deutschland gegen Mexiko |
| Deutschland                                                                      | 0:1 Lozano (35.) | | Mexiko | Aufstellung Deutschland gegen Mexiko |
| Deutschland                                                                      | Müller (83.), Hummels (84.) | Moreno (40.), Herrera (90.) | Mexiko | Aufstellung Deutschland gegen Mexiko |
| Deutschland                                                                      | Spieler des Spiels: Hirving Lozano (Mexiko) | | Mexiko | Aufstellung Deutschland gegen Mexiko |
| 1. Spieltag                                                                      | | |        |                                      |
| 17. Juni 2018 um 18:00 Uhr (17:00 Uhr MESZ) in Moskau (Olympiastadion Luschniki) | | |        |                                      |
| Zuschauer: 78.011                                                                | | |        |                                      |
| Schiedsrichter: Alireza Faghani ( Iran) 1                                        | | |        |                                      |
| Spielbericht                                                                     | | |        |                                      |

## Schweden – Südkorea 1:0 (0:0)
| Schweden                                                                                   | Schweden | Südkorea | Südkorea | Aufstellung                         |
| ------------------------------------------------------------------------------------------ | --- | --- | -------- | ----------------------------------- |
| Schweden                                                                                   | \| 1. Spieltag \| \| 18. Juni 2018 um 15:00 Uhr (14:00 Uhr MESZ) in Nischni Nowgorod (Stadion Nischni Nowgorod) \| \| Zuschauer: 42.300 \| \| Schiedsrichter: Joel Aguilar ( El Salvador) 2 \| \| Spielbericht \|                                                                   | \| 1. Spieltag \| \| 18. Juni 2018 um 15:00 Uhr (14:00 Uhr MESZ) in Nischni Nowgorod (Stadion Nischni Nowgorod) \| \| Zuschauer: 42.300 \| \| Schiedsrichter: Joel Aguilar ( El Salvador) 2 \| \| Spielbericht \|                                     | Südkorea | Aufstellung Schweden gegen Südkorea |
| Schweden                                                                                   | Robin Olsen – Mikael Lustig, Pontus Jansson, Andreas Granqvist , Ludwig Augustinsson – Emil Forsberg, Albin Ekdal (71. Oscar Hiljemark), Sebastian Larsson (81. Gustav Svensson), Viktor Claesson – Ola Toivonen (77. Isaac Kiese Thelin), Marcus Berg Cheftrainer: Janne Andersson | Cho Hyeon-woo – Lee Yong, Jang Hyun-soo, Kim Young-gwon, Park Joo-ho (28. Kim Min-woo) – Lee Jae-sung, Ki Sung-yong , Koo Ja-cheol (73. Lee Seung-woo) – Hwang Hee-chan, Kim Shin-wook (66. Jung Woo-young), Son Heung-min Cheftrainer: Shin Tae-yong | Südkorea | Aufstellung Schweden gegen Südkorea |
| Schweden                                                                                   | 1:0 Granqvist (65., Foulelfmeter) | | Südkorea | Aufstellung Schweden gegen Südkorea |
| Schweden                                                                                   | Claesson (61.) | Kim Shin-wook (13.), Hwang Hee-chan (55.) | Südkorea | Aufstellung Schweden gegen Südkorea |
| Schweden                                                                                   | Spieler des Spiels: Andreas Granqvist (Schweden) | | Südkorea | Aufstellung Schweden gegen Südkorea |
| 1. Spieltag                                                                                | | |          |                                     |
| 18. Juni 2018 um 15:00 Uhr (14:00 Uhr MESZ) in Nischni Nowgorod (Stadion Nischni Nowgorod) | | |          |                                     |
| Zuschauer: 42.300                                                                          | | |          |                                     |
| Schiedsrichter: Joel Aguilar ( El Salvador) 2                                              | | |          |                                     |
| Spielbericht                                                                               | | |          |                                     |

## Südkorea – Mexiko 1:2 (0:1)
| Südkorea                                                                    | Südkorea | Mexiko | Mexiko | Aufstellung                       |
| --------------------------------------------------------------------------- | --- | --- | ------ | --------------------------------- |
| Südkorea                                                                    | \| 2. Spieltag \| \| 23. Juni 2018 um 18:00 Uhr (17:00 Uhr MESZ) in Rostow am Don (Rostow-Arena) \| \| Zuschauer: 43.472 \| \| Schiedsrichter: Milorad Mažić ( Serbien) 3 \| \| Spielbericht \|                                                   | \| 2. Spieltag \| \| 23. Juni 2018 um 18:00 Uhr (17:00 Uhr MESZ) in Rostow am Don (Rostow-Arena) \| \| Zuschauer: 43.472 \| \| Schiedsrichter: Milorad Mažić ( Serbien) 3 \| \| Spielbericht \|                                                                                        | Mexiko | Aufstellung Südkorea gegen Mexiko |
| Südkorea                                                                    | Cho Hyeon-woo – Lee Yong, Jang Hyun-soo, Kim Young-gwon (84. Chul Hong), Kim Min-woo – Moon Seon-min (77. Jung Woo-young), Ju Se-jong (64. Lee Seung-woo), Ki Sung-yong , Hwang Hee-chan – Lee Jae-sung, Son Heung-min Cheftrainer: Shin Tae-yong | Guillermo Ochoa – Edson Álvarez, Carlos Salcedo, Héctor Moreno, Jesús Gallardo – Miguel Layún, Héctor Herrera, Andrés Guardado (68. Rafael Márquez) – Carlos Vela (77. Giovani dos Santos), Chicharito, Hirving Lozano (71. Jesús Corona) Cheftrainer: Juan Carlos Osorio ( Kolumbien) | Mexiko | Aufstellung Südkorea gegen Mexiko |
| Südkorea                                                                    | 1:2 Heung min-son (90.+3′) | 0:1 Vela (26., Handelfmeter) 0:2 Chicharito (66.) | Mexiko | Aufstellung Südkorea gegen Mexiko |
| Südkorea                                                                    | Kim Young-gwon (58.), Lee Yong (63.), Lee Seung-woo (72.), Jung Woo-young (80.) | | Mexiko | Aufstellung Südkorea gegen Mexiko |
| Südkorea                                                                    | Spieler des Spiels: Chicharito (Mexiko) | | Mexiko | Aufstellung Südkorea gegen Mexiko |
| 2. Spieltag                                                                 | | |        |                                   |
| 23. Juni 2018 um 18:00 Uhr (17:00 Uhr MESZ) in Rostow am Don (Rostow-Arena) | | |        |                                   |
| Zuschauer: 43.472                                                           | | |        |                                   |
| Schiedsrichter: Milorad Mažić ( Serbien) 3                                  | | |        |                                   |
| Spielbericht                                                                | | |        |                                   |

## Deutschland – Schweden 2:1 (0:1)
| Deutschland                                                                     | Deutschland | Schweden | Schweden | Aufstellung                            |
| ------------------------------------------------------------------------------- | --- | --- | -------- | -------------------------------------- |
| Deutschland                                                                     | \| 2. Spieltag \| \| 23. Juni 2018 um 21:00 Uhr (20:00 Uhr MESZ) in Sotschi (Olympiastadion Sotschi) \| \| Zuschauer: 44.287 \| \| Schiedsrichter: Szymon Marciniak ( Polen) 4 \| \| Spielbericht \|                                                    | \| 2. Spieltag \| \| 23. Juni 2018 um 21:00 Uhr (20:00 Uhr MESZ) in Sotschi (Olympiastadion Sotschi) \| \| Zuschauer: 44.287 \| \| Schiedsrichter: Szymon Marciniak ( Polen) 4 \| \| Spielbericht \|                                                                            | Schweden | Aufstellung Deutschland gegen Schweden |
| Deutschland                                                                     | Manuel Neuer – Joshua Kimmich, Jérôme Boateng, Antonio Rüdiger, Jonas Hector (87. Julian Brandt) – Sebastian Rudy (31. İlkay Gündoğan), Toni Kroos – Thomas Müller, Marco Reus, Julian Draxler (46. Mario Gómez) – Timo Werner Cheftrainer: Joachim Löw | Robin Olsen – Mikael Lustig, Victor Lindelöf, Andreas Granqvist , Ludwig Augustinsson – Viktor Claesson (74. Jimmy Durmaz), Sebastian Larsson, Albin Ekdal, Emil Forsberg – Marcus Berg (90. Isaac Kiese Thelin), Ola Toivonen (78. John Guidetti) Cheftrainer: Janne Andersson | Schweden | Aufstellung Deutschland gegen Schweden |
| Deutschland                                                                     | 1:1 Reus (48.) 2:1 Kroos (90.+5′) | 0:1 Toivonen (32.) | Schweden | Aufstellung Deutschland gegen Schweden |
| Deutschland                                                                     | Boateng (71.) | Ekdal (52.), Larsson (90.+7′) | Schweden | Aufstellung Deutschland gegen Schweden |
| Deutschland                                                                     | Boateng (82.) | | Schweden | Aufstellung Deutschland gegen Schweden |
| Deutschland                                                                     | Spieler des Spiels: Marco Reus (Deutschland) | | Schweden | Aufstellung Deutschland gegen Schweden |
| 2. Spieltag                                                                     | | |          |                                        |
| 23. Juni 2018 um 21:00 Uhr (20:00 Uhr MESZ) in Sotschi (Olympiastadion Sotschi) | | |          |                                        |
| Zuschauer: 44.287                                                               | | |          |                                        |
| Schiedsrichter: Szymon Marciniak ( Polen) 4                                     | | |          |                                        |
| Spielbericht                                                                    | | |          |                                        |

## Südkorea – Deutschland 2:0 (0:0)
| Südkorea                                                           | Südkorea | Deutschland | Deutschland | Aufstellung                            |
| ------------------------------------------------------------------ | --- | --- | ----------- | -------------------------------------- |
| Südkorea                                                           | \| 3. Spieltag \| \| 27. Juni 2018 um 17:00 Uhr (16:00 Uhr MESZ) in Kasan (Kasan-Arena) \| \| Zuschauer: 41.835 \| \| Schiedsrichter: Mark Geiger ( Vereinigte Staaten) 5 \| \| Spielbericht \|                                                 | \| 3. Spieltag \| \| 27. Juni 2018 um 17:00 Uhr (16:00 Uhr MESZ) in Kasan (Kasan-Arena) \| \| Zuschauer: 41.835 \| \| Schiedsrichter: Mark Geiger ( Vereinigte Staaten) 5 \| \| Spielbericht \|                                            | Deutschland | Aufstellung Südkorea gegen Deutschland |
| Südkorea                                                           | Cho Hyeon-woo – Lee Yong, Yun Young-sun, Kim Young-gwon, Hong Chul – Jung Woo-young, Jang Hyun-soo, – Lee Jae-sung, Koo Ja-cheol (56. Hwang Hee-chan, 79. Go Yo-han), Moon Seon-min (69. Ju Se-jong) – Son Heung-min Cheftrainer: Shin Tae-yong | Manuel Neuer – Joshua Kimmich, Niklas Süle, Mats Hummels, Jonas Hector (78. Julian Brandt) – Sami Khedira (58. Mario Gómez), Toni Kroos – Leon Goretzka (63. Thomas Müller), Mesut Özil, Marco Reus – Timo Werner Cheftrainer: Joachim Löw | Deutschland | Aufstellung Südkorea gegen Deutschland |
| Südkorea                                                           | 1:0 Kim Young-gwon (90.+3′) 2:0 Son Heung-min (90.+6′) | | Deutschland | Aufstellung Südkorea gegen Deutschland |
| Südkorea                                                           | Jung Woo-young (9.), Lee Jae-sung (23.), Moon Seon-min (48.), Son Heung-min (65.) | | Deutschland | Aufstellung Südkorea gegen Deutschland |
| Südkorea                                                           | Spieler des Spiels: Cho Hyeon-woo (Südkorea) | | Deutschland | Aufstellung Südkorea gegen Deutschland |
| 3. Spieltag                                                        | | |             |                                        |
| 27. Juni 2018 um 17:00 Uhr (16:00 Uhr MESZ) in Kasan (Kasan-Arena) | | |             |                                        |
| Zuschauer: 41.835                                                  | | |             |                                        |
| Schiedsrichter: Mark Geiger ( Vereinigte Staaten) 5                | | |             |                                        |
| Spielbericht                                                       | | |             |                                        |

## Mexiko – Schweden 0:3 (0:0)
| Mexiko                                                                        | Mexiko | Schweden | Schweden | Aufstellung                       |
| ----------------------------------------------------------------------------- | --- | --- | -------- | --------------------------------- |
| Mexiko                                                                        | \| 3. Spieltag \| \| 27. Juni 2018 um 17:00 Uhr (16:00 Uhr MESZ) in Jekaterinburg (Zentralstadion) \| \| Zuschauer: 33.061 \| \| Schiedsrichter: Néstor Pitana ( Argentinien) 6 \| \| Spielbericht \|                                                                            | \| 3. Spieltag \| \| 27. Juni 2018 um 17:00 Uhr (16:00 Uhr MESZ) in Jekaterinburg (Zentralstadion) \| \| Zuschauer: 33.061 \| \| Schiedsrichter: Néstor Pitana ( Argentinien) 6 \| \| Spielbericht \|                                                                                | Schweden | Aufstellung Mexiko gegen Schweden |
| Mexiko                                                                        | Guillermo Ochoa – Edson Álvarez, Carlos Salcedo, Héctor Moreno, Jesús Gallardo (65. Marco Fabián) – Andrés Guardado (75. Jesús Corona), Héctor Herrera – Miguel Layún (89. Oribe Peralta), Carlos Vela, Hirving Lozano – Chicharito Cheftrainer: Juan Carlos Osorio ( Kolumbien) | Robin Olsen – Mikael Lustig, Victor Lindelöf, Andreas Granqvist , Ludwig Augustinsson – Viktor Claesson, Sebastian Larsson (57. Gustav Svensson), Albin Ekdal (80. Oscar Hiljemark), Emil Forsberg – Marcus Berg (68. Isaac Kiese Thelin), Ola Toivonen Cheftrainer: Janne Andersson | Schweden | Aufstellung Mexiko gegen Schweden |
| Mexiko                                                                        | 0:1 Augustinsson (50.) 0:2 Granqvist (62., Foulelfmeter) 0:3 Álvarez (74., Eigentor) | | Schweden | Aufstellung Mexiko gegen Schweden |
| Mexiko                                                                        | Gallardo (1.), Moreno (61.), Layún (86.) | Larsson (26.), Lustig (88.) | Schweden | Aufstellung Mexiko gegen Schweden |
| Mexiko                                                                        | Spieler des Spiels: Ludwig Augustinsson (Schweden) | | Schweden | Aufstellung Mexiko gegen Schweden |
| 3. Spieltag                                                                   | | |          |                                   |
| 27. Juni 2018 um 17:00 Uhr (16:00 Uhr MESZ) in Jekaterinburg (Zentralstadion) | | |          |                                   |
| Zuschauer: 33.061                                                             | | |          |                                   |
| Schiedsrichter: Néstor Pitana ( Argentinien) 6                                | | |          |                                   |
| Spielbericht                                                                  | | |          |                                   |